# علاج كيميائي

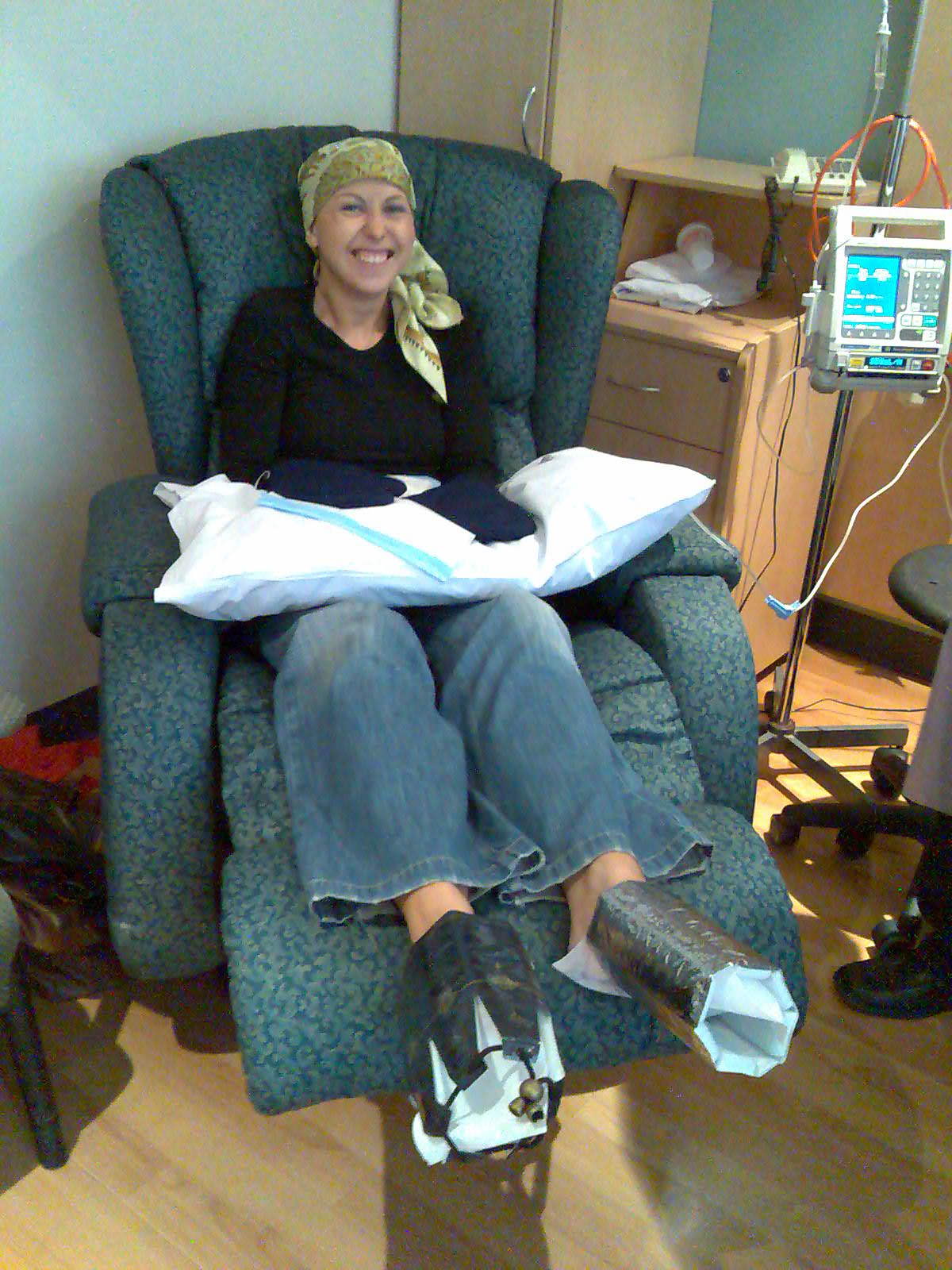
سيدة تُعالج علاجاً كيميائياً من سرطان الثدي باستخدام عقار الدوسيتاكسيل.ووضعت قفازات باردة ومبرَّدات النبيذ على يديها وقدميها للحد من الضرر الذي قد يصيب أظافرها.

العلاج الكيميائي أو المعالجة الكيميائية في معناه العام هو علاج الأمراض باستخدام المواد الكيميائية، وغالباً ما يكون ذلك لقتل الكائنات الحيَّة الدقيقة أو الخلايا السرطانية. بينما يُشير العلاج الكيميائي عادةً إلى استخدام عقاقير مضادة للأورام لعلاج مرض السرطان من خلال أسلوب علاجي سام للخلايا. كما يُشِير هذا المُصطلح إلى المضادات الحيوية (العلاج الكيميائي المُضاد للجراثيم)، وذلك في الأمراض غير السرطانية. ويُعتبر الأَرْسِفِينَامِين أول عقار حديث للعلاج الكيميائي، وهو مُرَكَّب زرنيخي اكتشفه باول إرليخ في عام 1909، ويُستخدم لعلاج مرض الزهري. وتَبِعَ ذلك اكتشاف غرهارت دوماك للسلفوناميد، بالإضافة إلى البنسلين الذي اكتشفه ألكسندر فلمنج.
يعمل العلاج الكيميائي على قتل الخلايا السرطانية التي تتكاثر بسرعة. وهذا يَضُر أيضاً الخلايا الطبيعية التي تنقسم بسرعة مثل خلايا النِفي، وجهاز الهضم، وجراب الشعر. وينتج عن ذلك معظم الآثار الجانبية للعلاج الكيميائي مثل: انخفاض إنتاج خلايا الدم، والتهاب بطانة الجهاز الهضمي، وتساقط الشعر.
وتشمل الاستخدامات الأخرى للعلاج الكيميائي أمراض المناعة الذاتية ومرض التصلب اللويحي، والتهاب العضلات والجلد، والتهاب العضلات المُتَعَدِّد، والذئبة الحمراء، والتهاب المفاصل الرثياني، ورفض الجسم لزراعة عضو جديد (أنظر تثبيط مناعي). وتتعامل الأدوية الحديثة المضادة للسرطان مباشرةً مع البروتينات غير الطبيعية الموجودة داخل الخلايا السرطانية، وهو ما يُطلق عليه العلاج المُوَجَّه.

## تاريخ العلاج الكيميائي
يُعْتَقَد أن استخدام الأدوية التي تعتمد على المعادن والنباتات يعود إلى فترة طب ما قبل التاريخ.
تم علاج السرطان باستخدام العقاقير لأول مرة في أوائل القرن العشرين، على الرغم من أنه لم يكن مقصوداً. استُخدم غاز الخردل في الحرب العالمية الأولى كنوع من الأسلحة الكيميائية، وتم دراسته بشكل أكبر خلال الحرب العالمية الثانية، حيث تعرض مجموعة من الناس خلال عملية عسكرية لغاز الخردل بالصدفة، وتَبَيَّن أنهم يعانون من انخفاض في نسبة خلايا الدم البيضاء نتيجة لذلك. وبالتالي، يُمكن أن يكون للغاز تأثير على الخلايا السرطانية، مثلما يُؤَثِّر على خلايا الدم البيضاء التي تنمو بسرعة. ومن ثم تم إعطاء هذا العقار للعديد من مرضى سرطان خلايا الدم البيضاء عن طريق الوريد في الأربعينيات، بدلاً من استنشاق الغاز بشكل مباشر. وقد تحسنوا بشكل واضح، على الرغم من أنه تحسن مؤقت. ودفعت هذه التجربة الباحثين للتفتيش عن غيره من المواد التي قد يكون لها تأثير مماثل على الخلايا السرطانية. ونتيجة لذلك، ظهر العديد من العقاقير الأخرى لعلاج السرطان. وأصبحت تلك الصناعة تُكَلِّف مليارات الدولارات، على الرغم من وجود بعض القيود الخاصة بالعلاج الكيميائي حتى الآن.

## آلية العلاج الكيميائي
السرطان هو نمو الخلايا بشكل مُطْلَق، ويُصَاحِبَهُ سلوك خبيث: إما الغزو أو النقيلة. ويُعتقد بأن السرطان ينجم عن التفاعل بين التأثيرات الجينية والسموم البيئية.
تعمل معظم أدوية العلاج الكيميائي عن طريق الانقسام الفتيلي (الانقسام الخلوي)، ومن ثم استهداف الخلايا التي تنقسم بسرعة. وتوصف هذه العقاقير بأنها قاتلة للخلايا لأنها تُسَبِّب تلفاً للخلايا. وتُسبب بعض العقاقير تعرض الخلايا إلى الاستماتة (وهو ما يسمى بـ«موت الخلية المُبَرْمَج»).
لم يُحَدِّد العُلَماء بعد السمات الخاصة بالخلايا الخبيثة وخلايا المناعة، ومن ثم يَسهل استهدافها (باستثناء بعض الأمثلة مثل استهداف عقار الإماتينيب (imatinib) لصبغي فيلادلفيا). وهذا يعني إلحاق الضرر بالخلايا الأخرى سريعة الانقسام مثل تلك المسؤولة عن نمو الشعر واستبدال ظهارة الأمعاء (البطانة). ومع ذلك، تتراوح خطورة الآثار الجانبية من عقار لآخر مما يُتيح للأطباء تعديل أنظمة العلاج لصالح المرضى.
وبما أن العلاج الكيميائي يُؤثر على الانقسام الخلوى، تعدّ الأورام سريعة النمو (مثل أبيضاض الدم النقوي الحاد، والورم اللمفي، بما في ذلك لمفومة هودجكين) أكثر حساسية للعلاج الكيميائي، وذلك لانقسام نسبة كبيرة من الخلايا المُسْتَهْدَفة في أي وقت. ولا تستجيب الأورام الخبيثة بطيئة النمو (مثل اللمفومات الكسولة) للعلاج الكيميائي بشكل كبير.
وتُؤثِّر العقاقير على الأورام «الصغيرة» بشكل أكثر فاعلية، وذلك بسبب الحفاظ على الآليات التي تُنَظِّم نمو الخلايا. ومع ظُهور أجيال جديدة من الخلايا السرطانية، يَصْعُب التمييز بينها لأنها تنمو بشكل غير مُنتظم. وبالتالي، تُصبح الأورام أقل استجابة لمعظم وسائل العلاج الكيميائي. يتوقف الانقسام الخلوى بالقرب من مركز بعض الأورام الصلبة، مما يجعلها لا تستجيب للعلاج الكيميائي. ولا تستطيع المادة الكيميائية الوصول إلى مركز الأورام الصلبة في معظم الأحيان. يكمن الحل لتلك المشكلة في العلاج الإشعاعي (العلاج الإشعاعي القصير والعلاج الإشعاعي عن بعد) والجراحة.
وبمرور الوقت، تُقَأوِم الخلايا السرطانية العلاج الكيميائي. حيث اكتشف العلماء مؤخراً وجود مضخَّات صغيرة على سطح الخلايا السرطانية تقوم بإخراج المادة الكيميائية من داخل الخلية. وهناك العديد من الأبحاث المتعلقة ببروتين ب.ج.ب وغيره من المضخات التي تُؤَدي إلى هروب العلاج الكيميائي من الخلايا السرطانية. وهذا بالإضافة إلى اختبار بعض الأدوية التي تعوق بروتين ب.ج.ب من القيام بوظيفته اعتباراً من شهر يونيو عام 2007، وذلك لتعزيز فاعلية العلاج الكيميائي.

## نظام العلاج
هناك العديد من الاستراتيجيات الخاصة بالعقاقير الكيميائية المُسْتَخْدَمَة اليوم. يَهدُف العلاج الكيميائي إلى الشفاء أو إطالة الحياة أو التخفيف من الأعراض.
يُمكِن الجمع بين العلاج الكيميائي والعلاج الإشعاعي أو الجراحة. ويتم علاج مُعظَم أنواع السرطان اليوم بهذه الطريقة. كما يمكن الجمع بين العقاقير المختلفة في وقت واحد. وتختلف الأدوية من حيث الآلية والآثار الجانبية. وتكمن ميزة هذا الأسلوب العلاجي في تقليل فُرص مقاومة الخلايا السرطانية للمواد الكيميائية.
ويمكن استخدام العلاج الكيميائي لتقليص الأورام الأولية، مما يُسَهِّل إجراء العملية الجراحية والعلاج الإشعاعي. ويستخدم العلاج الكيميائي بعد العمليات الجراحية عند وجود مؤشر ضعيف على وجود خلايا سرطانية، أو في حالة خطورة الإصابة بالمرض مرة أخرى. حيث يُقلل ذلك من فرص مقاومة الخلايا السرطانية في حالة وجود ورم. كما أنه يساعد في قتل أي خلايا سرطانية قد تكون انتشرت في أجزاء الجسم. وغالباً ما يكون ذلك فعالاً لأن الأورام الجديدة تنقسم بسرعة، وبالتالي يسهل التخلص منها.
ويُمكن ألا يهدف العلاج الكيميائي إلى الشفاء، ولكن ببساطة لتقليل حجم الورم وإطالة العمر المتوقع للمريض.
تتطلب جميع أنظمة العلاج الكيميائي أن يكون المريض قادراً على الخضوع للعلاج. وغالباً ما يتم قياس الحالة العامة لتحديد ما إذا كان المريض يستطيع تلقي العلاج الكيميائي أم يجب خفض الجرعة. وذلك لأنه يتم قتل جزء واحد فقط من خلايا الورم مع كل جرعة، ومن ثم يجب التحكم في الجرعات المتكررة لتقليل حجم الورم. ويتم العلاج الكيميائي حالياً في شكل دورات، وتُحدَّد قوة ومدة العلاج من خلال السُمِّيَّة المطلوبة.

## الأنواع
يُمكن تقسيم معظم أدوية العلاج الكيميائي إلى: عناصر الألكلة (alkylating agents)، والعقاقير الكابحة للأيض (antimetabolite)، والانتراسيكلين (anthracycline)، والأشباه القلوية النباتية (plant alkaloids)، ومثبطات التوبايسوميراز، وغيرها من العقاقير المضادة للأورام. وتُؤثر جميع تلك الأدوية على الانقسام الخلوي، وتوليفة ووظيفة الحمض النووي بشكلٍ أو بآخر.
لا تتداخل بعض العقاقير الحديثة مع الحمض النووي الريبي منقوص الأكسجين بشكل مباشر، وهي تشمل: الأضداد وحيدة النسيلة (monoclonal antibodies)، والمثبطات الجديدة للتيروزين كيناز مثل الـmesylate imatinib، الذي يستهدف الجزيئيات الشاذة مباشرةً في أنواع معينة من السرطان (أبيضاض الدم النقوي المزمن، وأورام أنسجة الجهاز الهضمي. وتندرج تلك الأمثلة تحت العلاج المُوَجَّه.
كما يمكن استخدام بعض العقاقير التي تُعَدِّل سلوك الخلايا السرطانية دون مهاجمتها بشكل مباشر. ويندرج العلاج بالهرمونات ضمن هذه الفئة.
ويمكن توفير نظام التصنيف الكيميائي العلاجي التشريحي للفئات الرئيسية.

### عوامل الألكلة (L01A)
سُمِّيَت عوامل الألكلة بهذا الاسم نظراً لقدرتها على إضافة مجموعات من الألكيل إلى المجموعات الكهربية السالبة طبقاً لظروف الخلايا. وتشمل عوامل الألكلة السيسبلاتين، والكاربوبلاتين، والأوكساليبلاتين. فهي تعمل على إضعاف وظيفة الخليَّة من خلال تكوين روابط تساهمية مع مجموعات الأمينو، والكربوكسايل، والسلفايدرايل، والفوسفات في الجزيئيات المهمة بيولوجياً.
وهذا بالإضافة إلى الميكلوريثامين، والسيكلوفوسفاميد، والكلوراميوسيل، والايفوسفاميد. وهي تعمل من خلال تعديل الحمض النووي للخلية كيميائياً.

### العناصر المضادة المستقلبة (L01B)
تتنكَّر المضادات المستقلبة في صورة البيورين (الآزوثيوبرين والميركابتوبيورين) أو البيريميدين—الذي أصبح أساس الحمض النووي. وهو يمنع هذه المواد من التداخل مع الحمض النووي خلال المرحلة "S" (من دورة الخلية)، ومن ثم توقف التطور الطبيعي والانقسام. كما أنها تُؤثر على تركيبة الحمض النووي الريبوزي. وتُعتبر هذه الأدوية هي الأكثر استخداماً بسبب فاعليتها.

### الأشباه القلوية النباتية والتيربينويدس (L01C)
استخرجت هذه الأشباه القلوية من النباتات، وهي تمنع انقسام الخلايا من خلال إحباط وظيفة تشابكات الألياف العصبية. تُعتبر تشابكات الألياف العصبية مهمة جداً لانقسام الخلايا، وبدونها لا يمكن أن يحدث الانقسام الخلوي. وتشمل الأمثلة: قلويدات الفنكا والتاكسان.

#### فينكا القلويدات (L01CA)
ترتبط فينكا القلويدات بمواقع محددة في الأنبوبين، ومن ثم تمنع تجمعه في تشابكات الألياف العصبية (المرحلة إم من دورة الخلية). فهي مشتقة من نبات الفنكة، Catharanthus roseus، (وكانت تُعرف سابقاً باسم Vinca rosea). وتشمل فينيكا القلويدات:
- Vincristine
- Vinblastine
- Vinorelbine
- Vindesine

#### بودوفيلوتوكسين (L01CB)
البودوفيلوتوكسين هو مُرَكَّب مُشْتَق من النباتات، ويُقال أنه يُساعد على الهضم. كما أنه يُستخدم في إنتاج نوعين آخرين من الأدوية السامة: الإيتوبوسايد والتينيبوسايد. وتمنع تلك الأدوية الخلية من دخول المرحلة G1 (بداية تكاثر الحمض النووي) وتكاثر الحمض النووي (المرحلة إس). ولا أحد يعرف بدقة آليتها حتى الآن.
تم الحصول على المادة من نبات تفاحة مايو الأمريكي (Mayapple) أو (Podophyllum peltatum). وفي الآونة الأخيرة، تم اكتشاف تفاحة مايو في الهيمالايا (Podophyllum hexandrum). وهي تحتوي على كمية أكبر من المادة، ولكنها محدودة لأن النبات مهدد بالانقراض. وأجريت دراسات عديدة لعزل الجينات المسؤولة عن إنتاج المادة، بحيث يمكن الحصول عليها مرة أخرى.

#### التاكسان (L01CD)
إن النموذج الأصلي للتاكسان هو الناتج الطبيعي للباكليتاكسيل، وكان يُعرف في الأصل باسم تاكسول.
وهي مشتقة من لحاء شجرة الطقسوس الباسيفيكي. ويُعتبر الدوسيتاكسيل شبيه صناعي للباكليتاكسيل. ويعزز التاكسان من استقرار الأنابيب الدقيقة، ومن ثم يمنع فصل الكروموسومات خلال الطور الانفصالي.

### موانع التوبايسوميراز (L01CB وL01XX)
التوبايسوميراز هي إنزيمات ضرورية للمحافظة على هيكل الحمض النووي. ويتداخل منع إفراز النوع الأول أو النوع الثاني من التوبايسوميراز مع نسخ الحمض النووي من خلال التَحَوُّر.
- يشمل النوع الأول من موانع توبايسوميراز الcamptothecins، مثل الـirinotecan والـtopotecan.
- يشمل النوع الثاني الـamsacrine، والـetoposide، والـetoposide phosphate، والـteniposide. وهي مُشتقَّات شبه صناعية من الـepipodophyllotoxins. وتوجد القلويات في جذور تفاحة مايو.

### مضادات التورم الحيوية (L01D)
ويشمل ذلك مثبط المناعة الdactinomycin (الذي يُستخدم في عمليات زرع الكلى، والدوكسوروبيسين، والepirubicin، والbleomycin وغيرها.

## الأساليب الجديدة والتجريبية

### أسلوب زراعة الخلايا الجذعية المكونة للدم
يُستخدم أسلوب حصاد الخلايا الجذعية وزراعة الخلايا الجذعية المكونة للدم لتيسير استخدام جرعات أكبر من مواد العلاج الكيميائي، حيث أنه يتم تحديد الجرعات كي لا يحدث أضرار في تكوين الدم. وأُجريت العديد من الأبحاث منذ سنوات حول علاج الأورام الصلبة، وخاصة سرطان الثدي، باستخدام أسلوب زراعة الخلايا الجذعية المكونة للدم. ولكنها لم تحقق نجاحاً كبيراً. ولا تزال الأورام الخبيثة الموجودة في الدم (مثل الورم النقوي المتعدد، والأورام اللمفاوية، وسرطان الدم) تمثل المؤشرات الرئيسية لاستخدام أسلوب زراعة الخلايا الجذعية.

### أسلوب الحقن المعزول
ويُمكِن استخدام الحقن المعزول (غالباً ما يُستخدم في الميلانوما) في الكبد أو في الرئة لعلاج بعض الأورام السرطانية. فالغرض الرئيسي من هذا الأسلوب هو استخدام جرعة عالية من العلاج الكيميائي في مواقع الورم دون التسبب في إحداث ضرر نظامي. وتساعد هذه الأساليب في السيطرة على الانبثاث الفردي أو المحدود، وهي لا تعد أضرار نظامية طبقاً للتعريف. وبالتالي، فلا تستطيع تلك الأساليب علاج الانبثاث الموزع أو الانبثاث الدقيق.

### آليات التنفيذ المستهدف
تهدف وسائل التنفيذ المستهدف إلى زيادة مستويات فاعلية العلاج الكيميائي على خلايا الورم، وتقلل مستويات فاعليته على الخلايا الأخرى. ومن ثم تقتل الورم و/أو تقلل من سميته.
تختلف نسبة تأثير وسائل التنفيذ المستهدف على الخلايا السرطانية، وذلك من خلال التفاعل مع المواد التي تجعل الجسم يُنتج مضادات مخصوصة للأورام.
كما أنها تحمل الحمولة—سواء كان علاج كيميائي تقليدي، أو نظير مُشِّع أو عامل مُحَفِّز للمناعة. وتختلف وسائل التنفيذ المستهدف في نسبة الاستقرار، والانتقاء، واختيار الهدف.
ولكنها جميعاً تهدف إلى زيادة فاعلية الجرعة القصوى التي يمكن استخدامها في الخلايا السرطانية. ويعنى الانخفاض النظامي للسمية أنه يمكن استخدم تلك الوسائل مع المرضى، بالإضافة إلى حمل المواد الكيميائية الجديدة التي يصعب استخدامها بالأساليب النظامية التقليدية لأنها سامة جداً.

### الجسيمات الدقيقة
ظهرت الجسيمات الدقيقة كوسيلة مفيدة للمواد التي لا تذوب بسهولة مثل الباكليتاكسيل. وفي شهر يناير عام 2005، وافقت منظمة الغذاء والدواء الأمريكية على استخدام الباكليتاكسيل البروتيني (مثل الـAbraxane) أو ناب-باكليتاكسيل لعلاج سرطان الثدي الذي يصعب علاجه، بالإضافة إلى تقليل استخدام الCremophor الذي يوجد عادةً في الباكليتاكسيل. ويمكن استخدام الجزيئات الدقيقة المصنوعة من مواد مغناطيسية لتركيز المواد الكيميائية في مواقع الأورام باستخدام حقل مغناطيسي خارجي.

## الجرعة
يصعب تحديد جرعة العلاج الكيميائي: تفقد الجرعة فاعليتها إذا كانت منخفضة جداً، أما في حالة التعرض لجرعات مفرطة، لن يستطيع المريض تحمل الآثار الجانبية الناتجة عن العلاج مثل قلة العدلات. وقد أدى ذلك إلى تشكيل خطط تفصيلية «للجرعات» في معظم المستشفيات، والتي توجه الطبيب إلى الجرعة الصحيحة. تستخدم جرعات أصغر في العلاج المناعي من تلك المستخدمة في علاج الأورام الخبيثة.
وفي معظم الحالات، يتم تعديل الجرعة حسب المساحة السطحية لجسم المريض، وهو يقيس حجم الدم. ويتم حساب المساحة السطحية للجسم من خلال صيغة رياضية أو التعبير المرئي، وذلك باستخدام وزن وطول المريض.

## توصيل المادة الكيميائية
يؤخذ العلاج الكيميائي عن طريق الوريد في معظم الأحيان، على الرغم من أخذ بعض المواد الكيميائية عن طريق الفم (مثل الملفلان، والبوسولفان، والكابيسيتابين). كما يُستخدم في بعض الحالات أسلوب الحقن المعزول (وغالباً ما يستخدم في حالة الميلانوما) عن طريق الكبد أو الرئة. يكمن الغرض الرئيسي من هذه الأساليب في توصيل جرعة كبيرة من العلاج الكيميائي لمواقع الورم دون التسبب في أضرار نظامية.
ويمكن أن يؤخذ العلاج في المستشفى أو خارجها. وهذا يعتمد على نوع المريض، ونوع السرطان، ومرحلة السرطان، ونوع العلاج الكيميائي، والدواء. ويحتمل تركيب أجهزة مختلفة داخل الأوعية الدموية جراحياً في حالة العلاج المستمر والمتكرر لفترات طويلة. وتشمل الأجهزة الشائعة استخدام الHickman line، والPort-a-Cath، والPICC line. ولا تمثل هذه الأجهزة خطورة، حيث أنها لا تعرض المريض للالتهاب الوريدى أو التسرب الوريدي، مما يمنع الحاجة إلى التركيب المتكرر للكانيولا.
تقل الأضرار الناتجة عن سمية العلاج الكيميائي طبقاً للجرعة التي يجب تعاطيها. حيث يمكن تدمير بعض الأورام باستخدام جرعات كبيرة من العلاج الكيميائي. ولكن لا يمكن أخذ هذه الجرعات الكبيرة، لأنها قد تكون قاتلة للمريض.

## الآثار الجانبية
تسبب تقنيات العلاج الكيميائي مجموعة من الآثار الجانبية حسب نوع الأدوية المستخدمة. وتؤثر معظم الأدوية على الخلايا سريعة الانقسام الموجودة داخل الجسم، مثل خلايا الدم وخلايا بطانة الفم والمعدة والأمعاء. تشمل الآثار الجانبية الشائعة ما يلي:
- انخفاض قدرة الجهاز المناعي، والذي قد يؤدي إلى حدوث عدوى قاتلة. فيُنصح المرضى دائماً بغسل أيديهم، وتجنُّب المرضى، وأخذ عقاقير واقية. ومع ذلك، تنتج حوالي 85 ٪ من حالات العدوى من الكائنات الحية الدقيقة الموجودة بشكل طبيعي في أمعاء المريض وجلده.[12] وقد يظهر ذلك في صورة عدوى نظامية مثل إنتان الدم، أو تفشي موضعي مثل هربس نطاقي. ويُؤجل العلاج الكيميائي أحياناً عندما يصل الجهاز المناعي إلى مستوى منخفض جداً.
- الإجهاد. قد يكون العلاج مرهقاً جسدياً للمريض الذي يعاني من التعب بالفعل نتيجة العلاج من السرطان. وقد ينتج عن ذلك فقر دم الشديد أو المتوسط. ويشمل علاج فقر الدم ضخ هرمونات لزيادة إنتاج الدم (الإرثروبويتين)، ومكملات الحديد، ونقل الدم.
- النزف بسهولة. تقلل الأدوية التي تقتل الخلايا سريعة الانقسام أو خلايا الدم من عدد الصفائح الدموية، مما قد يسبب كدمات ونزيف. ويمكن زيادة عدد صفائح الدم المنخفض مؤقتاً من خلال نقل الصفائح الدموية. ويُؤجل العلاج الكيميائي أحياناً حتى يتم استرداد عدد الصفائح الدموية.
- المعدية المعوية. يُعتبر الغثيان والقيء من أشهر الآثار الجانبية لأدوية العلاج الكيميائي التي تقتل الخلايا سريعة الانقسام. كما أنها قد تسبب أيضاً إسهال أو إمساك. وقد يحدث سوء تغذية وجفاف عندما لا يأكل المريض جيداً أو لا يشرب كميات كافية من المياه، أو عندما يتقيأ المريض بشكل متكرر نتيجة المعدية المعوية. ومن ثم يؤدي ذلك إلى فقدان سريع للوزن، أو زيادة الوزن إذا كان المريض يأكل كثيراً في محاولة لتهدئة الغثيان أو حُرقة المعدة. وقد تؤدي بعض الأدوية الستيرويدية إلى زيادة الوزن. ويمكن التقليل من تلك الآثار الجانبية باستخدام أدوية مضادة للقئ. ويُنصح دائماً بتناول وجبات صغيرة متكررة، وشرب سوائل صافية أو شاي الزنجبيل. ويُعتبر ذلك تأثيراً مؤقتاً، ويزول في غضون أسبوع من انتهاء العلاج.
- فقدان الشعر. تُؤدي بعض الأدوية التي تقتل الخلايا سريعة الانقسام إلى فقدان الشعر؛ وقد تؤدي أدوية أخرى إلى إضعاف الشعر. وتعد هذه الأعراض مؤقتة: عادةً ما يبدأ الشعر في النمو مرة أخرى بعد أسابيع قليلة من انتهاء العلاج، وأحياناً يؤدي العلاج إلى تجعيد الشعر.

قد يلحق أضرار ببعض الأجهزة:
- Cardiotoxicity (أضرار في عضلة القلب)
- (Hepatotoxicity) (فشل كبدي)
- Nephrotoxicity (فشل كلوي)
- Ototoxicity (أضرار في الأذن الداخلية)، تؤدي إلى دوار.

### كبت المناعةوتثبيط نقي العظم
تُسبب جميع نظم العلاج الكيميائي ضعف في الجهاز المناعي، وذلك من خلال شل حركة نخاع العظام. مما يؤدي إلى نقص خلايا الدم البيضاء، وخلايا الدم الحمراء، والصفائح الدموية. يمكن علاج نقص كرات الدم البيضاء والحمراء والصفائح من خلال نقل الدم. يمكن تحسين معدل قلة العدلات (انخفاض عدد الخلية المحببة إلى أقل من 0.5 × 10 9/لتر) باستخدام الsynthetic G-CSF (عامل تحفيز الخلية المحببة مثل الfilgrastim، والlenograstim.)
وفي حالة الmyelosuppression الشديد الذي يحدث نتيجة بعض النظم العلاجية، يتم تدمير كل الخلايا الجذعية الموجودة في النخاع (الخلايا التي تُنتج كرات الدم الحمراء والبيضاء. وهذا يعنى أن المريض سيكون بحاجة إلى زرع خلايا للنخاع. (يتم إزالة الخلايا من المريض قبل العلاج في حالة الautologous BMTs، ثم تتضاعف ويعاد حقنها بعد ذلك؛ بينما يصبح المانح هو المصدر في حالة الallogenic BMTs). ومع ذلك، لا يزال بعض المرضى يعانون من بعض الأمراض بسبب التداخل مع نخاع العظام.
وافقت الحكومة اليابانية على استخدام بعض الأدوية المستخرجة من الفطر مثل المبرشقة، لمواجهة ضعف الجهاز المناعي في المرضى الذين يخضعون للعلاج الكيميائي.

### الغثيان والقيء
يعدّ الغثيان والقيء من الأعراض الشائعة للعلاج الكيميائي. ولكن يمكن التقليل من مخاطر الإصابة بهذه الأعراض من خلال استخدام أنواع من العلاج الكيميائي التي لا تسبب القيء وأدوية مضادة للقيء والغثيان. ويُؤدي تنشيط مركز القيء في المخ إلى استجابة الحجاب الحاجز، والغدد اللعابية، وأعصاب الجمجمة، وعضلات المعدة والأمعاء، مما يسبب انقطاع التنفس وطرد محتويات المعدة المعروف باسم القيء. يتم تحفيز مركز التقيؤ مباشرةً عن طريق ناقل مدخلات العصب الحائر والأعصاب الحشوية، والبلعوم، وقشرة الدماغ، وتحفيز الكولين والهيستامين من النظام الدهليزي، ومدخلات من منطقة مستقبل الإثارة الكيميائية (CTZ). تقع منطقة الCTZ في الpostrema، خارج الحاجز الدموي في الدماغ. وبالتالي يصبح أكثر عرضة للتحفيز من قبل المواد الموجودة في الدم أو السائل الدماغي الشوكي. تحفز الناقلات العصبية مثل الدوبامين والسيروتونين مركز القيء بطريقة غير مباشرة من خلال الCTZ.
تُعتبر مثبطات ال5-HT3 أكثر مضادات القئ فاعلية. صممت هذه الأدوية لإعاقة الإشارات التي تسبب الغثيان والقيء. ويبدو أن ال5-HT3 هو أكثر الإشارات حساسية خلال ال24 ساعة الأولى بعد العلاج الكيميائي. تُعتبر عرقلة إشارة ال5-HT3 وسيلة من وسائل منع حدوث التقيؤ الشديد قصير المدى. وتشمل مثبطات ال5-HT3 التي تم الموافقة عليها: الDolasetron أو (Anzemet)، والGranisetron أو (Kytril, Sancuso)، والOndansetron أو (Zofran). ويمنع الpalonosetron أو (Aloxi)، وهو أحدث مثبطات ال5-HT3، تأخر الغثيان والقيء الذي يحدث بعد انتهاء العلاج من يومين لخمسة أيام. وافقت إدارة الغذاء والدواء الأمريكية على الgranisetron transdermal patch أو (Sancuso) في شهر سبتمبر عام 2008. يُستخدم الدواء قبل العلاج الكيميائي بـ24-48 ساعة، ويُمكن استمراره لمدة تصل إلى 7 أيام حسب مدة العلاج الكيميائي.
ظهر دواء آخر يُساعد في السيطرة على الغثيان لدى مرضى السرطان في عام 2005. أثبت مثبط المادة P واسمه aprepitant (يتم تسويقه باسم Emend) فاعليته في السيطرة على الغثيان الناتج عن العلاج الكيميائي للسرطان. ونشرت نتائج تجربتين كبيرتين في عام 2005 تصفان فاعلية هذا الدواء مع أكثر من 1,000 مريض.
زعمت بعض الدراسات  ومجموعة من المرضى بأن استخدام الحشيش المشتق من الماريجوانا خلال العلاج الكيميائي يُقلل الغثيان والقيء بنسبة كبيرة، مما يُمكِّن المريض من الأكل. ويُمكن استخدام بعض المشتقات التركيبية للمادة النشطة في الماريجوانا (التتراهيدروكانابينول) مثل الMarinol. كما تستخدم الماريجوانا الطبيعية، المعروفة باسم الماريجوانا الطبية. وقد أوصى بها بعض أطباء الأورام على الرغم من تحريم بعض الأماكن استخدامها قانونياً.

### الأورام الثانوية
يمكن أن تتكون أورام ثانوية بعد نجاح العلاج الكيميائي أو العلاج الإشعاعي وانتهائه. ومن أشهره تلك الأورام أبيضاض الدم النقوي الحاد، الذي يتكون أولاً بعد العلاج باستخدام عوامل الألكلة أو
مثبطات التوبايسوميراز. وأظهرت دراسات أخرى زيادة نسبة السكان الذين يتعرضون إلى أورام ثانوية بحوالي 13.5 ضعفاً، وذلك بعد مرور 30 سنة من العلاج.

### الآثار الجانبية الأخرى
قد يتعرض بعض المرضى إلى متلازمة انحلال الورم في حالة الأورام الكبيرة مثل الأورام اللمفاوية الكبيرة. وذلك نتيجة الانهيار السريع للخلايا الخبيثة. على الرغم من أنه يتم إعطاء مرضى الأورام الكبيرة أساليب الوقاية اللازمة، يُعد ذلك من الآثار الجانبية الخطيرة التي قد تسبب الوفاة إذا ما لم يتم علاجها.
تشمل الآثار الجانبية الأقل شيوعاً الألم، وإحمرار الجلد (الحمامي)، وجفاف الجلد، وتلف الأظافر، وجفاف الفم، والاحتفاظ بالماء، والعجز الجنسي. وقد تسبب بعض الأدوية الإصابة بالحساسية.
سجَّل بعض المرضى شعورهم بالتعب أو تعرضهم لمشاكل عصبية غير محددة، مثل عدم القدرة على التركيز؛ وهو يسمى أحياناً بضعف الإدراك بعد انتهاء العلاج الكيميائي. كما يُطلق عليه بعض المرضى اسم «مخ العلاج الكيميائي».
يَصحب بعض المواد الكيميائية المحددة تسمم بعض الأعضاء مثل: أمراض القلب والأوعية الدموية (الدوكسوروبيسين)، ومرض الرئة الخلالي (الbleomycin) والأورام الثانوية (علاج مرض الهودجكن باستخدام الMOPP).

## وصلات خارجية
- جمعية السرطان الأميركية -- العلاج الكيميائي نسخة محفوظة 23 يونيو 2007 على موقع واي باك مشين.
- Cancerbackup -- فهم العلاج الكيميائي
- Chemotherapy.com معلومات تربوية تدعيمية حول العلاج الكيميائي وما يصحبه من آثار جانبية. نسخة محفوظة 10 فبراير 2010 على موقع واي باك مشين.
- دليل إدارة السرطان: مبادئ المعالجة الدوائية لأمراض السرطان
- قواميس متعددة ترتبط بالسرطان
- الاعتلال المعوي الإشعاعي